# TVオンタリオ
TVO（tvoとして様式化）は、かつてはTVオンタリオ（TVOntario）として知られており、カナダ・オンタリオ州にサービスを提供する公的資金による英語教育テレビネットワーク及びメディア組織。トロントで旗艦放送局CICA-DT（チャンネル19）を運営しており、8つの再放送局を通じてオンタリオ州の一部に番組を中継している。オンタリオ州内の全ての有料テレビ（ケーブル、衛星、IPTV）プロバイダーは、ベーシックティアでTVOを提供することが義務付けられており、カナダ国内では番組をオンラインで無料でストリーミングできる。
オンタリオ州政府所有の国王法人であるオンタリオ州教育通信庁（Ontario Educational Communications Authority、OECA）によって運営されており、2022年以降TVOメディア・エデュケーション・グループ（TVO Media Education Group、またはTVO.me）として事業を行っている。TVO.meはTVO Today、TVO ILC、TVO Learn、TVOKidsも運営している。

## ガバナンス、資金調達、その他の責任
TVOはボランティアの理事会によって運営され、州全体からの地方議員のネットワークによってサポートされている。また、オンタリオ州教育通信庁法（Ontario Educational Communications Authority Act）に従って、教育大臣を通じてオンタリオ州議会にも報告を行う。
TVOは、コマーシャル広告を放映する連邦所有のカナダ放送協会（CBC）のテレビサービスのモデルに従う代わりに、アメリカの公共放送サービス（PBS）と同様のコマーシャル無しのモデルを選択した（実際、様々なTVO作品がPBS放送局で放送されることになった）。このモデルは後に、ケベック州の地方教育放送局テレ・ケベックとブリティッシュコロンビア州のナレッジ・ネットワークによって手本にされた。資金の大部分はオンタリオ州政府によって教育省を通じて提供されており、毎年3,900万ドルが提供されており、追加の資金は慈善寄付によって提供される。
TVOは、オンタリオ・パーラメント・ネットワークへのケーブルテレビアクセスを受信していない一部の遠隔地のオンタリオ州北部コミュニティでオンタリオ州議会の無線放送も担当している。
2002年、教育省は、初等・中等教育レベルで遠隔教育を提供する機関である独立学習センターの責任をTVOに移管した。
TVOはかつて、フランコ・オンタリアンの視聴者向けに別個ではあるが同様のネットワークであるTFO（Télévision française de l'Ontario）を運営していた。TFOが開局される前、TVOは日曜日にフランス語番組を放送していた。TFOの開局後も、TVOとTFOは1990年代まで日曜日の番組を交換していた。TFOはTVOから分離され、2007年に新たに設立されたオンタリオ州政府の独立した国王法人であるGroupeMédia TFOの下に法人化された。
2017年と2018年に、オンタリオ州の様々な地域の問題に関するジャーナリズムを特集する4つの地域「ハブ」をウェブサイト上に開設した。ハブは現在、オンタリオ州北西部地域のサンダーベイ、北東部のサドバリー、東部のキングストン、南西部のロンドンに拠点を置いている。2019年には、同サービスは州全体のファースト・ネーション問題をカバーする先住民ハブも立ち上げた。

## 歴史

### 1970年代

オンタリオ州教育通信庁のロゴ、バートン・クレイマー作、1970年～1976年

オンタリオ州教育通信局（Ontario Educational Communications Authority、OECA）は、1970年6月に当時の教育大臣ビル・デイビスによって設立された。当時、OECAは子供向け番組や教育番組を制作し、民放テレビ局で放送していた。
CBCはOECAの代理として、トロントにある同省のテレビ局の免許を申請し、獲得した。CICAは、「オンタリオ州の全ての人々に教育の機会を提供するために電子メディアおよび関連メディアを使用する」という使命を負っている。CICAコールサインの「CA」は、OECAの頭字語の最後の2文字に由来している。CBCはCICA送信所を運用し、OECAが番組編成を担当した。州政府が1973年の評議会命令でCBCを独立法人として宣言した時、OECAはCBCから独立して放送局の全ての運営を引き継いだ。

TVオンタリオのロゴ、1976年～1993年、ディック・ダーホッジ（Dick Derhodge）作

CICAは1970年9月27日に開局され、映像は423,000ワット、音声は84,600ワットの放射電力で動作した。スタジオ施設は1670 ベイビュー・アベニュー（1670 Bayview Avenue、現在も建っている5階建てのオフィスビル）にあり、550フィート (170 m)の送信アンテナはCBCタワーの354 ジャービス・ストリート（354 Jarvis Street）にあった。1972年に、カナダ・スクエア・コンプレックス内の2180 ヤング・ストリートにある新しいスタジオ施設に運営を移し、そのままそこにある。放送名は親組織の名前と同じ「OECA」だったが、1974年から放送ブランド「TVOntario」（後には単にTVO）を使用し始めた。
グローバル・テレビジョン・ネットワークが当初承認された時、グローバル独自の番組は17:00から深夜までしか放送されなかったため、OECAがグローバルの6台の送信所を使用して昼間にオンタリオ州南部全域に放送するという提案があった。しかし、1974年にグローバルが発足した時、この提案は実行されなかった。
1970年代後半、TVOはオンタリオ州の他のコミュニティに再放送送信所を追加し始めた。最初の再放送送信所であるCICO（現：CICO-24）は、1975年10月25日にオタワから開局された。

### 1980年代〜1990年代

TVOロゴ、1993年～2007年

1987年、フランス語の公共テレビネットワーク「La Chaîne française」を開始し、1995年にTFOとなった。マイク・ハリス政権下のオンタリオ州政府は、TVオンタリオを民営化すると約束した。彼らはこの計画を実行することはなかったが、予算は削減された。

### 2000年代

TVOロゴ、2007年～2015年

会長とCEOの役職は2005年に分割された。映画プロデューサーのピーター・オブライアンが会長に任命され、リサ・デ・ワイルドがCEOに就任した。2006年6月29日、州教育省は、TVOの制作能力が2009年までに完全デジタルシステムにアップグレードされ（これには省の資金が割り当てられる）、別の組織に分離されることになるといったTVOの大規模な見直しを発表した。
さらに、その日遅くに番組の変更が発表された。毎週新たに13時間の子供向け教育番組が追加され、『スタジオ2』は『ジ・アジェンダ』に置き換えられ、『モア・トゥ・ライフ』と『Vox（ヴォックス）』は終了された。サービスをデジタル化する動きは移行を表している。 「グローブ・アンド・メール」は、最高経営責任者（CEO）リサ・デ・ワイルドの「TVOにとってテレビは今後も重要な媒体であり続けるが、自らを単なる放送局と定義する時代は終わった」と述べたと伝えた。
2002年に、初等・中等教育レベルでの遠隔教育とGEDテストを担当する独立学習センターが教育省からTVOに移管された。

TVOロゴ、2015年～2022年

## 会長・CEO
- トーマス・アイド（英語版）（1970年 - 1979年）
- ジム・パー（英語版）（1979年 - 1985年）
- ジョン・ラドフォード（英語版）（1985年）
- バーナード・オストリー（英語版）（1985年 - 1991年）
- ピーター・ハーンドルフ（英語版）（1992年 - 1999年）
- イザベル・バセット（英語版）（1999年 - 2005年）

会長とCEOの役職は2005年に分割された

### 会長
- ピーター・オブライアン（英語版）（2005年 - 2020年）
- クリス・デイ（Chris Day、2020年 - 現在）[12]

### CEO
- リサ・デ・ワイルド（英語版）（2005年 - 2019年）
- ジェフリー・オリッジ（英語版）（2020年 - 現在）[13]

## 番組
TVOは、オリジナルの子供向け番組、ドキュメンタリー、脚本のあるドラマ、広報番組を組み合わせて放送している。
子供向け番組はTVOKidsというブランドの昼間のテレビ枠で毎日放送され、一般視聴者向け番組はプライムタイムと成人視聴者向けの深夜の時間帯に放送される。脚本のあるドラマは通常、海外から輸入されたもので、過去にはデンマークの政治ドラマ『コペンハーゲン』やイギリスの警察ドラマ『ニュー・トリックス〜退職デカの事件簿〜』などがある。TVO初のオリジナルドラマシリーズは、サドバリーを舞台にした医療ドラマ『Hard Rock Medical』で、2013年から2018年まで放送された。広報番組には、日刊時事番組の代表的な番組『ジ・アジェンダ』や、オンタリオ・パーラメント・ネットワークによるオンタリオ州議会の質問時間の深夜帯の再放送が含まれる。
全てのTVO番組は英語または英語の字幕付きの別の言語で放送される。フランス語番組はこれまで、フランコ・オンタリアンの視聴者のために、日曜日の正午から放送終了まで放送されていた。フランス語対応ネットワークTFOの設立により、TVOでのフランス語番組は1990年代半ばまでに終了された。

### 過去の番組
TVOの歴史の初期には、全ての劇的な番組には教育的なコンテンツが必要だった。そのため、俳優、ジャーナリスト、作家が、TVOで放映された番組に教育的文脈を与える解説を提供するために雇われた。例えば、『トム・グラッタンの戦争』は、アンドレア・マーティンがホストを務め、シリーズのシーンを使用して映画製作技術について議論するコーナーによってブックマークされた。『プリズナーNo.6』のエピソードはジャーナリストのワーナー・トロイヤーがホストを務め、そのコーナーには俳優へのインタビューや、シリーズに関する様々な心理学的、哲学的、社会学的テーマについての議論が含まれていた。同様に、『ドクター・フー』ではSF作家のジュディス・メリルがホストを務め、毎週のエピソードについて話し合い、科学とSFの様々なテーマを探った。『サタデー・ナイト・アット・ザ・ムービーズ』は、ホストのエルウィ・ヨストの人気のため、要件が撤回された後もずっとこの形式に従い続けた。

## 配給
TVOはカナダで最も古い教育テレビサービスである。1970年にトロントに拠点を置く国内初のUHFテレビ局を設立した。かつてオンタリオ州で最大の無線通信範囲を持っており、216台の送信所で州の98.5%に到達していたが、放送局が一部の必須市場にあるものを除き、アナログ送信所の大部分を閉鎖し、2011年にデジタルに変換されたため、これは当てはまらない（下記の「技術情報」を参照のこと）。TVOは、オンタリオ州にサービスを提供している全てのケーブルシステムで伝送される（サービスの廃止されたアナログ送信所の1つがサービスを提供していた地域の視聴者にとっては、代替の選択肢である）。オンタリオ州の衛星システムでは、ベル・サテライトTVチャンネル265とショー・ダイレクトチャンネル155で放送される。
トロントのメイン送信所はコールサインCICA-DTを使用し、その再放送局はCICO-DTの後に再放送局としてのステータスを示す番号を使用する。2012年7月31日にTVOの残りのアナログ送信所が閉鎖されるまで、多くのアナログ送信所はCICE-TVに加えてCICA-TV及びCICO-TVコールサインを使用していた。
送信所は主にオンタリオ州にあるが、唯一の例外はオタワ送信所CICO-DT-24で、ケベック州チェルシーのキャンプ・フォーチュンに拠点を置いている。そこでは、ケベック州のテレ・ケベックと敷地を共有しており、また、この地域の殆どのテレビ及びFMラジオ信号と敷地を共有している。
1970年代から1990年代にかけて、トロントにあるサービスの旗艦局のチャンネル割り当てと、その再放送送信所の1つの割り当てについてアナウンサーが「This is TVOntario. Channel 19 in Toronto, channel XX in (city/town/region).（こちらはTVオンタリオです。トロントのチャンネル19、（市/町/地域）のチャンネルXXです。）」と言及する時間帯のバンパーを放送した。

## 技術情報

### サブチャンネル
| チャンネル | 解像度 | アスペクト比 | ショートネーム | 番組編成      |
| ---------- | ------ | ------------ | -------------- | ------------- |
| xx.1       | 1080i  | 16:9         | TVO            | メインTVO番組 |

### アナログからデジタルへの変換

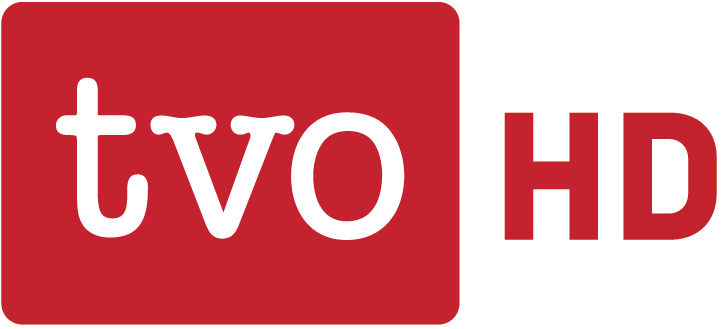
2010年から2015年までのTVO HDロゴ

2010年8月、TVOは直接ケーブルHDフィードを介して高解像度での放送を開始した。CRTC規制に従って、2011年8月に地上波HD放送を開始した。ベルビル、チャタム、クロインを除き、TVOの送信所は変換が義務付けられている市場内に設置されている。現在、全てのデジタル送信所が高解像度で放送しているわけではない。
チャンネル52～69が無線通信目的に再割り当てされていたため、ベルビル、チャタム、クロインの送信所は新しい周波数でデジタルに変換された（ただし、高解像度、オンチャンネル番組ガイド、その他のDTV固有の機能はなかった）。これらの送信所の変換は、TVOが義務付けられた市場以外のアナログ送信所ネットワークを閉鎖すると発表する前に行われた。

### 送信所
| 放送局     | 放送地域免許 | 仮想 チャンネル | RF チャンネル | ERP      | HAAT    | 送信所座標                                                        |
| ---------- | ------------ | --------------- | ------------- | -------- | ------- | ----------------------------------------------------------------- |
| CICA-DT    | トロント     | 19              | 19（UHF）     | 106.5 kW | 491.0 m | 北緯43度38分33秒 西経79度23分14秒 / 北緯43.64250度 西経79.38722度 |
| CICO-DT    | サンダーベイ | 9               | 9（VHF）      | 4.5 kW   | 218.7 m | 北緯48度33分2秒 西経89度13分25秒 / 北緯48.55056度 西経89.22361度  |
| CICO-DT-18 | ロンドン     | 18              | 18（UHF）     | 2.4 kW   | 316.0 m | 北緯42度57分16秒 西経81度21分17秒 / 北緯42.95444度 西経81.35472度 |
| CICO-DT-24 | オタワ       | 24              | 24（UHF）     | 95 kW    | 340.7 m | 北緯45度30分9秒 西経75度50分59秒 / 北緯45.50250度 西経75.84972度  |
| CICO-DT-28 | キッチナー   | 22              | 28（UHF）     | 20.2 kW  | 289.5 m | 北緯43度15分41秒 西経80度26分41秒 / 北緯43.26139度 西経80.44472度 |
| CICO-DT-32 | ウィンザー   | 19              | 19（UHF）     | 19 kW    | 214.3 m | 北緯42度9分12秒 西経82度57分11秒 / 北緯42.15333度 西経82.95306度  |
| CICO-DT-53 | ベルビル     | 22              | 22（UHF）     | 13 kW    | 188.6 m | 北緯44度18分45秒 西経77度12分24秒 / 北緯44.31250度 西経77.20667度 |
| CICO-DT-59 | チャタム     | 34              | 34（UHF）     | 1 kW     | 218.5 m | 北緯42度27分0秒 西経82度4分59秒 / 北緯42.45000度 西経82.08306度   |
| CICO-DT-92 | クロイン     | 21              | 44（UHF）     | 12 kW    | 168.7 m | 北緯44度52分42秒 西経77度11分50秒 / 北緯44.87833度 西経77.19722度 |

2017年1月25日、TVOは、残り9台の送信所のうち8台を（デジタルに変換してからわずか5年半で）停止し、現在のライセンスを維持するために稼働しているのはトロントのCNタワーにあるCICA-DTだけになると発表した。CEOのリサ・デ・ワイルドは、送信所を停止することで放送局は推定年間100万ドルを節約できるが、送信所のメンテナンス職7名を解雇することになると発表した。フレンズ・オブ・カナディアン・ブロードキャスティングなど、この決定に批判的な人々は、この変更はコンテンツにアクセスする他の選択肢がない人々に影響を与えるだろうと述べた。
TVOは2017年1月25日、トロント郊外にある8台の送信所をサービスから外すようCRTCに正式に申請した。
計画停止の影響を受ける町や都市、TVOの寄付者やその他の団体からのフィードバックに応え、2017年2月17日に送信所を停止するという決定を撤回した。TVOによると、オンタリオ州政府は、送信所を停止することで節約できたであろう資金を相殺するために、TVOの年間資金を100万ドル増額することに同意したという。2017年3月1日、8つの再送信所をライセンスから削除するためのCRTC申請を正式に取り下げた。
2017年4月、ISEDはTVOに対し、関連する周波数パックの一部として、ベルビル、チャタム、クロイン、キッチナー、ウィンザーにサービスを提供する新たなデジタル再送信所を2019年から2020年の間に600 MHz帯域外から移動するよう要求した。
2020年4月17日、CRTCはTVOに対し、チャタム送信所の最大実効輻射電力（ERP）を2,250ワットから1,000ワットに下げる許可を与えた。これによりチャタム地域の視聴者への無線アクセスが減少するとしても、CRTCは、カナダの600 MHz周波数再パックの一環として「既存のアンテナを再利用することで、必要なチャンネル変更に関連するコストを削減」できるようにするため、TVOの要求を承認した。TVOは、2020年5月1日付で変更を行うと発表した。同様に、600 MHz帯域外に移動するために必要な他の再送信所のERPを削減した。

### 過去の送信所

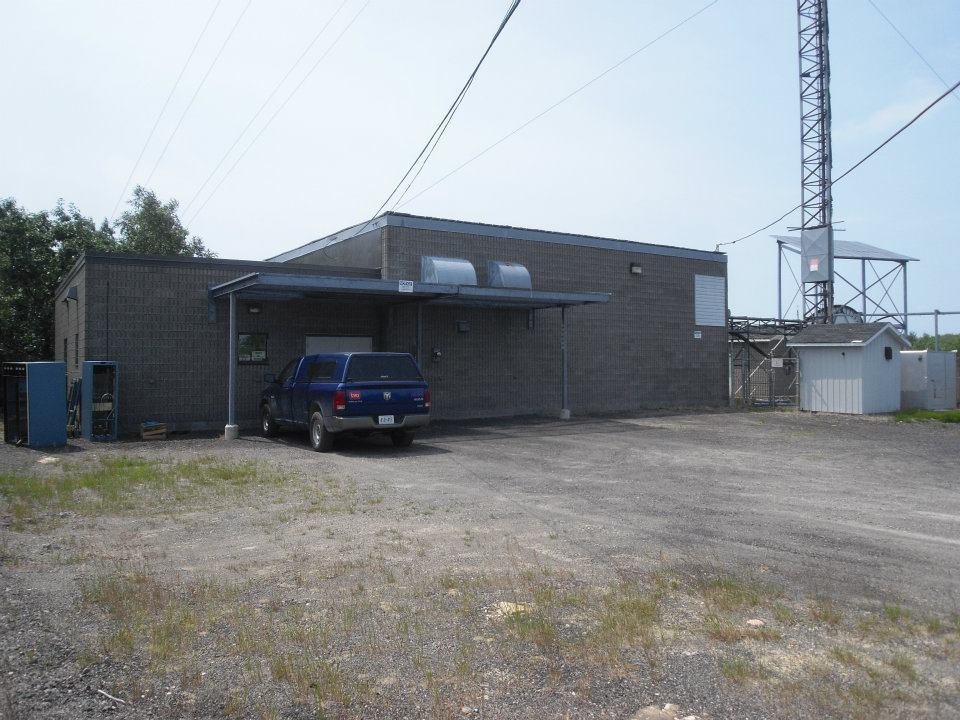
サドバリーのアナログアンテナを閉めるTVOスタッフ

2012年7月31日、TVOは残りの114台のアナログ送信所（14台がフルパワー、100台が低出力）をデジタルに変換せずに永久に停止した。これらは、CRTCによるデジタル変換の「必須市場」とはみなされていないオンタリオ州の地域にあった。多くの場合、TVO再放送局はCBC所有の送信敷地から運用されており、CBCのアナログ送信局と共に閉鎖された。TVOが敷地を所有していた場合、地元コミュニティに鉄塔と送信所の所有権を取得するオプションを提供した。

#### 低出力送信所
| 放送局     | 放送地域免許                         | チャンネル | ERP       | HAAT    | 送信所座標                                                        | CRTCの決定/備考 |
| ---------- | ------------------------------------ | ---------- | --------- | ------- | ----------------------------------------------------------------- | --------------- |
| CICA-TV-56 | アルバートン                         | 7（VHF）   | 0.01 kW   | NA      | 北緯48度36分44秒 西経93度31分1秒 / 北緯48.61222度 西経93.51694度  |                 |
| CICO-TV-55 | アルゴマミルズ                       | 45（UHF）  | 0.02 kW   | NA      | NA                                                                |                 |
| CICE-TV-12 | アランウォーター                     | 15（UHF）  | NA        | NA      | NA                                                                |                 |
| CICO-TV-30 | アングリングレイク                   | 9（VHF）   | 0.005 kW  | NA      | 北緯53度50分41秒 西経89度31分40秒 / 北緯53.84472度 西経89.52778度 |                 |
| CICO-TV-90 | アームストロング                     | 13（VHF）  | 0.01 kW   | NA      | 北緯50度18分11秒 西経89度2分14秒 / 北緯50.30306度 西経89.03722度  | 87-39           |
| CICA-TV-1  | アロランド                           | 10（VHF）  | 0.005 kW  | NA      | 北緯50度13分39秒 西経86度57分28秒 / 北緯50.22750度 西経86.95778度 |                 |
| CICA-TV-90 | アタワピスカット                     | 10（VHF）  | 0.01 kW   | NA      | 北緯52度55分48秒 西経82度25分28秒 / 北緯52.93000度 西経82.42444度 |                 |
| CICE-TV-19 | バークレー郡区（北）                 | 13（VHF）  | 0.01 kW   | NA      | 北緯49度50分1秒 西経92度48分8秒 / 北緯49.83361度 西経92.80222度   | 91-845          |
| CICO-TV-17 | バークレー郡区（南）                 | 30（UHF）  | 0.02 kW   | NA      | 北緯49度47分34秒 西経92度44分36秒 / 北緯49.79278度 西経92.74333度 | 85-851          |
| CICA-TV-57 | バーウィック                         | 21（UHF）  | 0.02 kW   | NA      | 北緯48度39分1秒 西経93度59分3秒 / 北緯48.65028度 西経93.98417度   |                 |
| CICO-TV-82 | バッチャワナベイ                     | 17（UHF）  | 0.02 kW   | NA      | 北緯46度55分55秒 西経84度36分5秒 / 北緯46.93194度 西経84.60139度  |                 |
| CICA-TV-82 | ビアードモア                         | 11（VHF）  | 0.01 kW   | NA      | 北緯49度36分10秒 西経87度57分26秒 / 北緯49.60278度 西経87.95722度 |                 |
| CICA-TV-47 | ベアスキンレイク                     | 9（VHF）   | 0.005 kW  | NA      | 北緯53度55分28秒 西経90度58分1秒 / 北緯53.92444度 西経90.96694度  | 84-47           |
| CICA-TV-40 | ベルバレー                           | 34（UHF）  | 0.02 kW   | NA      | 北緯47度39分5秒 西経79度35分31秒 / 北緯47.65139度 西経79.59194度  |                 |
| CICA-TV-84 | バーグランド                         | 7（VHF）   | 0.01 kW   | NA      | 北緯48度56分36秒 西経94度23分41秒 / 北緯48.94333度 西経94.39472度 |                 |
| CICA-TV-66 | ビッグトラウトレイク                 | 8（VHF）   | 0.01 kW   | NA      | 北緯53度49分26秒 西経89度52分35秒 / 北緯53.82389度 西経89.87639度 | 91-1            |
| CICO-TV-97 | バーチアイランド                     | 56（UHF）  | 0.02 kW   | NA      | 北緯46度4分3秒 西経81度46分29秒 / 北緯46.06750度 西経81.77472度   | 88-788          |
| CICE-TV-13 | ブレソール                           | 22（UHF）  | 0.02 kW   | NA      | 北緯47度42分34秒 西経79度34分1秒 / 北緯47.70944度 西経79.56694度  |                 |
| CICO-TV-64 | ブリット                             | 15（UHF）  | 0.02 kW   | NA      | 北緯45度46分47秒 西経80度33分5秒 / 北緯45.77972度 西経80.55139度  | 86-363          |
| CICA-TV-43 | ブルースマインズ                     | 24（UHF）  | 0.02 kW   | NA      | 北緯46度18分8秒 西経83度46分49秒 / 北緯46.30222度 西経83.78028度  |                 |
| CICA-TV-72 | カラマット                           | 10（VHF）  | 0.005 kW  | NA      | 北緯49度36分40秒 西経86度9分3秒 / 北緯49.61111度 西経86.15083度   |                 |
| CICA-TV-2  | カルティエ                           | 17（UHF）  | 0.02 kW   | NA      | 北緯46度42分6秒 西経81度32分55秒 / 北緯46.70167度 西経81.54861度  |                 |
| CICA-TV-30 | キャットレイク                       | 9（VHF）   | 0.005 kW  | NA      | 北緯51度43分12秒 西経91度48分56秒 / 北緯51.72000度 西経91.81556度 |                 |
| CICO-TV-83 | チェンバレン                         | 61（UHF）  | 0.02 kW   | NA      | 北緯47度53分58秒 西経79度56分43秒 / 北緯47.89944度 西経79.94528度 |                 |
| CICO-TV-21 | チャールトン                         | 43（UHF）  | 0.02 kW   | NA      | 北緯47度48分35秒 西経80度0分49秒 / 北緯47.80972度 西経80.01361度  |                 |
| CICA-TV-31 | コールマン                           | 38（UHF）  | 0.02 kW   | NA      | 北緯47度22分42秒 西経79度44分18秒 / 北緯47.37833度 西経79.73833度 |                 |
| CICA-TV-32 | コリンズ                             | 8（VHF）   | 0.005 kW  | NA      | 北緯50度17分41秒 西経89度26分45秒 / 北緯50.29472度 西経89.44583度 |                 |
| CICA-TV-20 | コンスタンスレイク                   | 13（VHF）  | 0.01 kW   | NA      | 北緯49度48分23秒 西経84度8分38秒 / 北緯49.80639度 西経84.14389度  |                 |
| CICO-TV-98 | コッペル                             | 14（UHF）  | 0.02 kW   | NA      | 北緯49度32分7秒 西経83度50分22秒 / 北緯49.53528度 西経83.83944度  |                 |
| CICO-TV-65 | ダック                               | 59（UHF）  | 0.02 kW   | NA      | 北緯47度48分42秒 西経79度55分12秒 / 北緯47.81167度 西経79.92000度 |                 |
| CICA-TV-8  | ディアレイク                         | 9（VHF）   | 0.005 kW  | NA      | 北緯52度37分8秒 西経94度2分52秒 / 北緯52.61889度 西経94.04778度   |                 |
| CICO-TV-66 | デスバラッツ                         | 42（UHF）  | 0.02 kW   | NA      | 北緯46度20分47秒 西経83度55分35秒 / 北緯46.34639度 西経83.92639度 |                 |
| CICA-TV-62 | デブリン                             | 43（UHF）  | 0.02 kW   | NA      | 北緯48度37分13秒 西経93度40分17秒 / 北緯48.62028度 西経93.67139度 |                 |
| CICA-TV-33 | ドビー                               | 16（UHF）  | 0.02 kW   | NA      | 北緯48度7分55秒 西経79度49分23秒 / 北緯48.13194度 西経79.82306度  |                 |
| CICA-TV-48 | ドリオン                             | 6（VHF）   | 0.01 kW   | NA      | 北緯48度47分8秒 西経88度33分40秒 / 北緯48.78556度 西経88.56111度  |                 |
| CICO-TV-99 | イーグルレイク27                     | 32（UHF）  | 0.02 kW   | NA      | 北緯49度43分50秒 西経93度3分12秒 / 北緯49.73056度 西経93.05333度  |                 |
| CICA-TV-88 | イーグルリバー                       | 11（VHF）  | 0.01 kW   | NA      | 北緯49度47分28秒 西経93度11分33秒 / 北緯49.79111度 西経93.19250度 |                 |
| CICA-TV-11 | イアーフォールズ                     | 3（VHF）   | 0.01 kW   | NA      | 北緯50度38分24秒 西経93度13分59秒 / 北緯50.64000度 西経93.23306度 |                 |
| CICA-TV-34 | アールトン                           | 31（UHF）  | 0.02 kW   | NA      | 北緯47度42分37秒 西経79度49分23秒 / 北緯47.71028度 西経79.82306度 |                 |
| CICA-TV-35 | エルクレイク                         | 17（UHF）  | 0.02 kW   | NA      | 北緯47度43分50秒 西経80度19分52秒 / 北緯47.73056度 西経80.33111度 |                 |
| CICA-TV-76 | エモ                                 | 8（VHF）   | 0.01 kW   | NA      | 北緯48度38分2秒 西経93度50分21秒 / 北緯48.63389度 西経93.83917度  |                 |
| CICA-TV-36 | イングルハート                       | 39（UHF）  | 0.02 kW   | NA      | 北緯47度49分30秒 西経79度52分21秒 / 北緯47.82500度 西経79.87250度 |                 |
| CICO-TV-46 | イートン・ラグビー                   | 26（UHF）  | 0.02 kW   | NA      | 北緯49度52分47秒 西経93度0分18秒 / 北緯49.87972度 西経93.00500度  |                 |
| CICA-TV-67 | エバレイク                           | 6（VHF）   | 0.01 kW   | NA      | 北緯48度45分0秒 西経91度13分1秒 / 北緯48.75000度 西経91.21694度   |                 |
| CICE-TV-20 | エバンズビル                         | 24（UHF）  | 0.04 kW   | NA      | 北緯45度47分2秒 西経82度34分6秒 / 北緯45.78389度 西経82.56833度   |                 |
| CICO-TV-67 | エバンチュレル                       | 57（UHF）  | 0.02 kW   | NA      | 北緯47度47分55秒 西経79度49分18秒 / 北緯47.79861度 西経79.82167度 |                 |
| CICA-TV-92 | フォーキエ                           | 29（UHF）  | 0.02 kW   | NA      | 北緯49度18分23秒 西経82度2分12秒 / 北緯49.30639度 西経82.03667度  |                 |
| CICA-TV-24 | フォリーエット                       | 11（VHF）  | 0.01 kW   | NA      | 北緯48度14分23秒 西経82度26分24秒 / 北緯48.23972度 西経82.44000度 |                 |
| CICA-TV-58 | フォートオールバニ                   | 5（VHF）   | 0.01 kW   | NA      | 北緯52度12分30秒 西経81度41分11秒 / 北緯52.20833度 西経81.68639度 |                 |
| CICA-TV-25 | フォートホープ                       | 9（VHF）   | 0.005 kW  | NA      | 北緯51度33分17秒 西経87度54分11秒 / 北緯51.55472度 西経87.90306度 |                 |
| CICA-TV-59 | フォートセバーン                     | 9（VHF）   | 0.005 kW  | NA      | 北緯55度59分36秒 西経87度37分30秒 / 北緯55.99333度 西経87.62500度 |                 |
| CICO-TV-33 | ゴガマ                               | 17（UHF）  | 0.02 kW   | NA      | 北緯47度40分45秒 西経81度43分21秒 / 北緯47.67917度 西経81.72250度 |                 |
| CICA-TV-21 | ゴアベイ                             | 28（UHF）  | 0.02 kW   | NA      | 北緯45度55分12秒 西経82度27分53秒 / 北緯45.92000度 西経82.46472度 |                 |
| CICO-TV-77 | グーレーリバー                       | 28（UHF）  | 0.02 kW   | NA      | 北緯46度43分13秒 西経84度22分56秒 / 北緯46.72028度 西経84.38222度 | 86-734          |
| CICA-TV-37 | ゴーガンダ                           | 10（VHF）  | 0.01 kW   | NA      | 北緯47度39分19秒 西経80度46分22秒 / 北緯47.65528度 西経80.77278度 |                 |
| CICO-TV-34 | グラッシーナローズ                   | 18（UHF）  | 0.02 kW   | NA      | 北緯50度9分24秒 西経93度59分39秒 / 北緯50.15667度 西経93.99417度  |                 |
| CICO-TV-47 | ガルベイ                             | 15（UHF）  | 0.02 kW   | NA      | 北緯49度48分16秒 西経89度6分24秒 / 北緯49.80444度 西経89.10667度  |                 |
| CICO-TV-68 | ハラム                               | 55（UHF）  | 0.02 kW   | NA      | 北緯46度14分49秒 西経81度50分8秒 / 北緯46.24694度 西経81.83556度  |                 |
| CICA-TV-3  | アルブール                           | 18（UHF）  | 0.02 kW   | NA      | 北緯49度40分0秒 西経83度30分42秒 / 北緯49.66667度 西経83.51167度  |                 |
| CICA-TV-41 | ハンベリー                           | 51（UHF）  | 0.02 kW   | NA      | 北緯47度35分40秒 西経79度40分25秒 / 北緯47.59444度 西経79.67361度 |                 |
| CICA-TV-14 | ハリス                               | 29（UHF）  | 0.02 kW   | NA      | 北緯47度31分1秒 西経79度36分33秒 / 北緯47.51694度 西経79.60917度  |                 |
| CICA-TV-93 | ハーティ                             | 53（UHF）  | 0.02 kW   | NA      | 北緯49度28分35秒 西経82度40分48秒 / 北緯49.47639度 西経82.68000度 |                 |
| CICO-TV-22 | ホークジャンクション                 | 24（UHF）  | 0.02 kW   | NA      | 北緯48度5分16秒 西経84度33分43秒 / 北緯48.08778度 西経84.56194度  |                 |
| CICO-TV-96 | ホークスベリー                       | 48（UHF）  | 10 kW     | 100 m   | 北緯45度30分7秒 西経74度41分16秒 / 北緯45.50194度 西経74.68778度  |                 |
| CICO-TV-23 | ヘロンベイ                           | 17（UHF）  | 0.02 kW   | NA      | 北緯48度37分32秒 西経86度16分5秒 / 北緯48.62556度 西経86.26806度  |                 |
| CICA-TV-4  | ヒリアードトン                       | 55（UHF）  | 0.02 kW   | NA      | 北緯47度43分28秒 西経79度41分43秒 / 北緯47.72444度 西経79.69528度 |                 |
| CICA-TV-5  | ヒルトンビーチ                       | 17（UHF）  | 0.02 kW   | NA      | 北緯46度15分18秒 西経83度53分46秒 / 北緯46.25500度 西経83.89611度 |                 |
| CICA-TV-15 | ハドソン                             | 25（UHF）  | 0.02 kW   | NA      | 北緯47度32分17秒 西経79度48分3秒 / 北緯47.53806度 西経79.80083度  |                 |
| CICA-TV-89 | ハドソン（ケノラ）                   | 19（UHF）  | 0.02 kW   | NA      | 北緯50度5分28秒 西経92度10分11秒 / 北緯50.09111度 西経92.16972度  |                 |
| CICA-TV-13 | ハンツビル                           | 13（VHF）  | 31.9 kW   | 181.7 m | 北緯45度15分46秒 西経79度21分45秒 / 北緯45.26278度 西経79.36250度 |                 |
| CICA-TV-26 | イグナス                             | 5（VHF）   | 0.01 kW   | NA      | 北緯49度24分56秒 西経91度39分47秒 / 北緯49.41556度 西経91.66306度 |                 |
| CICA-TV-9  | アイアンブリッジ                     | 23（UHF）  | 0.02 kW   | NA      | 北緯46度16分46秒 西経83度13分0秒 / 北緯46.27944度 西経83.21667度  |                 |
| CICA-TV-81 | ジェリコー                           | 6（VHF）   | 0.005 kW  | NA      | 北緯49度41分12秒 西経87度31分42秒 / 北緯49.68667度 西経87.52833度 |                 |
| CICE-TV-23 | カボニ                               | 24（UHF）  | 0.04 kW   | NA      | 北緯45度40分15秒 西経81度45分31秒 / 北緯45.67083度 西経81.75861度 |                 |
| CICA-TV-16 | カガウォン                           | 34（UHF）  | 0.02 kW   | NA      | 北緯45度54分16秒 西経82度15分29秒 / 北緯45.90444度 西経82.25806度 |                 |
| CICO-TV-84 | カララッシュコーナーズ               | 41（UHF）  | 0.02 kW   | NA      | 北緯46度46分12秒 西経84度21分22秒 / 北緯46.77000度 西経84.35611度 |                 |
| CICA-TV-27 | カサボニカ                           | 9（VHF）   | 0.005 kW  | NA      | 北緯53度31分50秒 西経88度36分36秒 / 北緯53.53056度 西経88.61000度 |                 |
| CICO-TV-78 | カシャボウイ                         | 15（UHF）  | 0.02 kW   | NA      | 北緯48度39分11秒 西経90度26分57秒 / 北緯48.65306度 西経90.44917度 |                 |
| CICE-TV-17 | カシェチュワン                       | 2（VHF）   | 0.005 kW  | NA      | 北緯52度17分30秒 西経81度38分23秒 / 北緯52.29167度 西経81.63972度 |                 |
| CICE-TV-21 | キーウェイウィン                     | 2（VHF）   | 0.005 kW  | NA      | 北緯53度0分33秒 西経92度48分0秒 / 北緯53.00917度 西経92.80000度   |                 |
| CICO-TV-35 | ケジックベイ                         | 3（VHF）   | 0.005 kW  | NA      | 北緯50度17分34秒 西経92度18分6秒 / 北緯50.29278度 西経92.30167度  |                 |
| CICO-TV-69 | ケナビーク                           | 56（UHF）  | 0.02 kW   | NA      | 北緯47度38分23秒 西経79度58分24秒 / 北緯47.63972度 西経79.97333度 |                 |
| CICO-TV-70 | ケノガミ                             | 15（UHF）  | 0.02 kW   | NA      | 北緯48度6分51秒 西経80度12分52秒 / 北緯48.11417度 西経80.21444度  |                 |
| CICO-TV-91 | ケノーラ                             | 44（UHF）  | 123.03 kW | 157.8 m | 北緯49度42分8秒 西経94度47分15秒 / 北緯49.70222度 西経94.78750度  |                 |
| CICO-TV-1  | カーンズ                             | 46（UHF）  | 0.02 kW   | NA      | 北緯47度36分18秒 西経79度48分11秒 / 北緯47.60500度 西経79.80306度 |                 |
| CICO-TV-85 | キラニー                             | 44（UHF）  | 0.02 kW   | NA      | 北緯45度58分18秒 西経81度30分45秒 / 北緯45.97167度 西経81.51250度 |                 |
| CICA-TV-17 | キングカークランド                   | 32（UHF）  | 0.02 kW   | NA      | 北緯48度9分11秒 西経79度57分21秒 / 北緯48.15306度 西経79.95583度  |                 |
| CICA-TV-68 | キングフィッシャーレイク             | 8（VHF）   | 0.005 kW  | NA      | 北緯53度1分55秒 西経89度49分1秒 / 北緯53.03194度 西経89.81694度   |                 |
| CICO-TV-38 | キングストン                         | 38（UHF）  | 171.79 kW | 180.4 m | 北緯44度17分25秒 西経76度28分42秒 / 北緯44.29028度 西経76.47833度 |                 |
| CICE-TV-18 | カービィズコーナー                   | 30（UHF）  | 0.04 kW   | NA      | 北緯46度42分49秒 西経84度16分39秒 / 北緯46.71361度 西経84.27750度 |                 |
| CICO-TV-43 | キティガン                           | 17（UHF）  | 0.02 kW   | NA      | 北緯49度23分5秒 西経82度19分7秒 / 北緯49.38472度 西経82.31861度   |                 |
| CICE-TV-25 | ラックラクロワ                       | 12（VHF）  | 0.005 kW  | NA      | 北緯48度22分36秒 西経92度9分55秒 / 北緯48.37667度 西経92.16528度  |                 |
| CICO-TV-2  | ラック・ステ・テレーズ               | 20（UHF）  | 0.02 kW   | NA      | 北緯49度47分30秒 西経83度39分10秒 / 北緯49.79167度 西経83.65278度 |                 |
| CICO-TV-3  | レアード                             | 15（UHF）  | 0.02 kW   | NA      | 北緯46度23分52秒 西経84度4分24秒 / 北緯46.39778度 西経84.07333度  |                 |
| CICO-TV-50 | レイクヘレン                         | 21（UHF）  | 0.02 kW   | NA      | 北緯49度1分43秒 西経88度14分45秒 / 北緯49.02861度 西経88.24583度  |                 |
| CICO-TV-25 | ランズダウンハウス                   | 8（VHF）   | 0.005 kW  | NA      | 北緯52度13分13秒 西経87度53分13秒 / 北緯52.22028度 西経87.88694度 |                 |
| CICA-TV-38 | ラーダーレイク                       | 24（UHF）  | 0.02 kW   | NA      | 北緯48度6分4秒 西経79度42分52秒 / 北緯48.10111度 西経79.71444度   |                 |
| CICA-TV-39 | ラッチフォード                       | 24（UHF）  | 0.02 kW   | NA      | 北緯47度19分52秒 西経79度48分40秒 / 北緯47.33111度 西経79.81111度 |                 |
| CICO-TV-71 | リーバレー                           | 49（UHF）  | 0.02 kW   | NA      | 北緯46度12分24秒 西経81度56分20秒 / 北緯46.20667度 西経81.93889度 |                 |
| CICA-TV-22 | リトルカレント                       | 33（UHF）  | 0.02 kW   | NA      | 北緯45度58分55秒 西経81度55分57秒 / 北緯45.98194度 西経81.93250度 |                 |
| CICA-TV-71 | ロングラック                         | 5（VHF）   | 0.01 kW   | NA      | 北緯49度46分38秒 西経86度31分41秒 / 北緯49.77722度 西経86.52806度 |                 |
| CICA-TV-83 | マクディアーミッド                   | 5（VHF）   | 0.005 kW  | NA      | 北緯49度26分15秒 西経88度7分50秒 / 北緯49.43750度 西経88.13056度  |                 |
| CICE-TV-1  | マッケンジー                         | 36（UHF）  | 0.02 kW   | NA      | 北緯48度31分54秒 西経88度56分51秒 / 北緯48.53167度 西経88.94750度 |                 |
| CICO-TV-86 | マダワスカ                           | 16（UHF）  | 0.02 kW   | NA      | 北緯45度30分5秒 西経77度59分8秒 / 北緯45.50139度 西経77.98556度   |                 |
| CICA-TV-44 | マニトワニング                       | 40（UHF）  | 0.02 kW   | NA      | 北緯45度44分15秒 西経81度48分52秒 / 北緯45.73750度 西経81.81444度 |                 |
| CICA-TV-60 | マーテンフォールズ                   | 9（VHF）   | 0.005 kW  | NA      | 北緯51度38分13秒 西経85度56分27秒 / 北緯51.63694度 西経85.94083度 |                 |
| CICA-TV-53 | マッシー                             | 24（UHF）  | 0.02 kW   | NA      | 北緯46度12分37秒 西経82度4分38秒 / 北緯46.21028度 西経82.07722度  | 84-99           |
| CICA-TV-61 | マチュワン                           | 32（UHF）  | 0.02 kW   | NA      | 北緯47度56分23秒 西経80度38分6秒 / 北緯47.93972度 西経80.63500度  |                 |
| CICA-TV-94 | マティス                             | 9（VHF）   | 0.01 kW   | NA      | 北緯49度36分25秒 西経83度15分45秒 / 北緯49.60694度 西経83.26250度 |                 |
| CICO-TV-93 | マッカーサーズミルズ（バンクロフト） | 42（UHF）  | 140.6 kW  | 149.4 m | 北緯45度5分18秒 西経77度38分49秒 / 北緯45.08833度 西経77.64694度  |                 |
| CICE-TV-2  | ミシピコテンリバー                   | 39（UHF）  | 0.02 kW   | NA      | 北緯47度56分14秒 西経84度49分5秒 / 北緯47.93722度 西経84.81806度  |                 |
| CICO-TV-54 | ミナキ                               | 10（VHF）  | 0.01 kW   | NA      | 北緯49度59分40秒 西経94度40分7秒 / 北緯49.99444度 西経94.66861度  |                 |
| CICA-TV-54 | ミンデモヤ                           | 42（UHF）  | 0.02 kW   | NA      | 北緯45度43分49秒 西経82度11分36秒 / 北緯45.73028度 西経82.19333度 |                 |
| CICA-TV-65 | マインセンター                       | 8（VHF）   | 0.01 kW   | NA      | 北緯48度45分37秒 西経92度37分16秒 / 北緯48.76028度 西経92.62111度 |                 |
| CICO-TV-72 | ミサナビ                             | 18（UHF）  | 0.02 kW   | NA      | 北緯48度18分41秒 西経84度4分58秒 / 北緯48.31139度 西経84.08278度  |                 |
| CICA-TV-95 | ムーンビーム                         | 35（UHF）  | 0.02 kW   | NA      | 北緯49度20分32秒 西経82度8分43秒 / 北緯49.34222度 西経82.14528度  |                 |
| CICA-TV-91 | ムースニー                           | 11（VHF）  | 0.01 kW   | NA      | 北緯51度16分29秒 西経80度38分39秒 / 北緯51.27472度 西経80.64417度 |                 |
| CICA-TV-64 | モーソン                             | 11（VHF）  | 0.01 kW   | NA      | 北緯49度5分46秒 西経94度19分27秒 / 北緯49.09611度 西経94.32417度  |                 |
| CICO-TV-36 | マスクラットダム                     | 8（VHF）   | 0.005 kW  | NA      | 北緯53度24分15秒 西経91度46分9秒 / 北緯53.40417度 西経91.76917度  |                 |
| CICO-TV-5  | ネアン                               | 28（UHF）  | 0.02 kW   | NA      | 北緯46度20分6秒 西経81度34分59秒 / 北緯46.33500度 西経81.58306度  |                 |
| CICA-TV-80 | ナキナ                               | 11（VHF）  | 0.01 kW   | NA      | 北緯50度10分43秒 西経86度42分23秒 / 北緯50.17861度 西経86.70639度 |                 |
| CICA-TV-79 | ネスターフォールズ                   | 13（VHF）  | 0.01 kW   | NA      | 北緯49度8分13秒 西経93度55分26秒 / 北緯49.13694度 西経93.92389度  |                 |
| CICO-TV-6  | ニューオスナバーグ                   | 5（VHF）   | 0.005 kW  | NA      | 北緯51度13分57秒 西経90度14分1秒 / 北緯51.23250度 西経90.23361度  |                 |
| CICA-TV-74 | ニピゴン                             | 32（UHF）  | 0.02 kW   | NA      | 北緯49度0分58秒 西経88度15分54秒 / 北緯49.01611度 西経88.26500度  |                 |
| CICA-TV-6  | ノースベイ                           | 6（VHF）   | 95 kW     | 203.3 m | 北緯46度3分46秒 西経79度26分4秒 / 北緯46.06278度 西経79.43444度   |                 |
| CICO-TV-79 | ノースブランチ                       | 18（UHF）  | 0.02 kW   | NA      | 北緯48度52分5秒 西経94度10分55秒 / 北緯48.86806度 西経94.18194度  |                 |
| CICO-TV-37 | ノーススピリットレイク               | 9（VHF）   | 0.005 kW  | NA      | 北緯52度30分32秒 西経93度0分55秒 / 北緯52.50889度 西経93.01528度  |                 |
| CICE-TV-10 | ノースウェストアングルLR 3           | 10（VHF）  | 0.01 kW   | NA      | 北緯49度21分55秒 西経95度1分6秒 / 北緯49.36528度 西経95.01833度   |                 |
| CICA-TV-69 | オバ                                 | 11（VHF）  | 0.005 kW  | NA      | 北緯49度3分33秒 西経84度6分34秒 / 北緯49.05917度 西経84.10944度   |                 |
| CICA-TV-96 | オパサティカ                         | 47（UHF）  | 0.02 kW   | NA      | 北緯49度31分39秒 西経82度51分23秒 / 北緯49.52750度 西経82.85639度 |                 |
| CICA-TV-12 | オーウェンサウンド                   | 12（VHF）  | 125 kW    | 134 m   | 北緯44度26分39秒 西経81度2分37秒 / 北緯44.44417度 西経81.04361度  |                 |
| CICO-TV-39 | オックスドリフト                     | 22（UHF）  | 0.02 kW   | NA      | 北緯49度48分50秒 西経92度58分23秒 / 北緯49.81389度 西経92.97306度 |                 |
| CICE-TV-11 | パリーサウンド                       | 42（UHF）  | 7.57 kW   | 107.1 m | 北緯45度23分24秒 西経80度2分20秒 / 北緯45.39000度 西経80.03889度  |                 |
| CICE-TV-15 | ペイズプラット                       | 23（UHF）  | 0.02 kW   | NA      | 北緯48度53分3秒 西経87度33分25秒 / 北緯48.88417度 西経87.55694度  | 91-3            |
| CICO-TV-56 | パール                               | 19（UHF）  | 0.02 kW   | NA      | 北緯48度39分37秒 西経88度39分44秒 / 北緯48.66028度 西経88.66222度 |                 |
| CICE-TV-3  | ピーワナック                         | 5（VHF）   | 0.01 kW   | NA      | 北緯55度0分46秒 西経85度25分22秒 / 北緯55.01278度 西経85.42278度  |                 |
| CICE-TV-16 | ペンブルック                         | 29（UHF）  | 119.4 kW  | 188 m   | 北緯45度50分2秒 西経77度9分49秒 / 北緯45.83389度 西経77.16361度   |                 |
| CICA-TV-51 | ペネタンギシェネ                     | 51（UHF）  | 136.8 kW  | 184.7 m | 北緯44度46分10秒 西経79度59分24秒 / 北緯44.76944度 西経79.99000度 |                 |
| CICO-TV-74 | ピーターボロ                         | 18（UHF）  | 781.62 kW | 284.4 m | 北緯44度7分15秒 西経78度8分10秒 / 北緯44.12083度 西経78.13611度   |                 |
| CICO-TV-51 | ピクモバート                         | 18（UHF）  | 0.02 kW   | NA      | 北緯48度41分24秒 西経85度38分28秒 / 北緯48.69000度 西経85.64111度 |                 |
| CICA-TV-75 | ピクルレイク                         | 11（VHF）  | 0.01 kW   | NA      | 北緯51度28分5秒 西経90度11分11秒 / 北緯51.46806度 西経90.18639度  |                 |
| CICA-TV-70 | ピカンギクム                         | 9（VHF）   | 0.005 kW  | NA      | 北緯51度48分27秒 西経93度59分37秒 / 北緯51.80750度 西経93.99361度 |                 |
| CICA-TV-86 | パインウッド                         | 12（VHF）  | 0.01 kW   | NA      | 北緯48度42分49秒 西経94度18分13秒 / 北緯48.71361度 西経94.30361度 |                 |
| CICE-TV-24 | ポワント・オー・バリル               | 23（UHF）  | 0.02 kW   | NA      | 北緯45度35分36秒 西経80度22分51秒 / 北緯45.59333度 西経80.38083度 |                 |
| CICO-TV-40 | ポプラーヒル                         | 8（VHF）   | 0.005 kW  | NA      | 北緯52度6分3秒 西経94度18分12秒 / 北緯52.10083度 西経94.30333度   |                 |
| CICE-TV-4  | プリンスタウンシップ                 | 29（UHF）  | 0.02 kW   | 15.3 m  | 北緯46度31分35秒 西経84度32分7秒 / 北緯46.52639度 西経84.53528度  |                 |
| CICO-TV-26 | プロビデンスベイ                     | 48（UHF）  | 0.02 kW   | NA      | 北緯45度40分37秒 西経82度16分15秒 / 北緯45.67694度 西経82.27083度 |                 |
| CICO-TV-80 | クイベル                             | 31（UHF）  | 0.02 kW   | NA      | 北緯49度57分32秒 西経93度25分33秒 / 北緯49.95889度 西経93.42583度 |                 |
| CICO-TV-73 | レイニーレイク                       | 17（UHF）  | 0.02 kW   | NA      | 北緯48度51分31秒 西経93度34分21秒 / 北緯48.85861度 西経93.57250度 |                 |
| CICO-TV-57 | レイニーレイク                       | 27（UHF）  | 0.02 kW   | NA      | 北緯48度42分26秒 西経93度56分38秒 / 北緯48.70722度 西経93.94389度 |                 |
| CICA-TV-77 | レイニーリバー                       | 4（VHF）   | 0.01 kW   | NA      | 北緯48度43分15秒 西経94度33分46秒 / 北緯48.72083度 西経94.56278度 |                 |
| CICO-TV-41 | レッドレイク                         | 15（UHF）  | 0.1 kW    | NA      | 北緯51度1分5秒 西経93度50分6秒 / 北緯51.01806度 西経93.83500度    |                 |
| CICA-TV-49 | レディット                           | 5（VHF）   | 0.01 kW   | NA      | 北緯49度58分48秒 西経94度23分30秒 / 北緯49.98000度 西経94.39167度 |                 |
| CICO-TV-75 | リチャーズランディング               | 34（UHF）  | 0.02 kW   | NA      | 北緯46度16分47秒 西経84度2分2秒 / 北緯46.27972度 西経84.03389度   |                 |
| CICO-TV-58 | ロスポート                           | 18（UHF）  | 0.02 kW   | NA      | 北緯48度50分8秒 西経87度31分13秒 / 北緯48.83556度 西経87.52028度  |                 |
| CICO-TV-7  | ライランド                           | 16（UHF）  | 0.02 kW   | NA      | 北緯49度42分42秒 西経83度48分0秒 / 北緯49.71167度 西経83.80000度  |                 |
| CICE-TV-5  | サバスコングベイ                     | 32（UHF）  | 0.02 kW   | NA      | 北緯49度10分15秒 西経93度55分40秒 / 北緯49.17083度 西経93.92778度 |                 |
| CICA-TV-50 | サチゴレイク                         | 9（VHF）   | 0.005 kW  | NA      | 北緯53度52分8秒 西経92度10分19秒 / 北緯53.86889度 西経92.17194度  |                 |
| CICA-TV-52 | サンディレイク                       | 8（VHF）   | 0.01 kW   | NA      | 北緯53度3分25秒 西経93度19分39秒 / 北緯53.05694度 西経93.32750度  |                 |
| CICO-TV-20 | スーセントマリー                     | 20（UHF）  | 6.1 kW    | 198.1 m | 北緯46度35分42秒 西経84度21分3秒 / 北緯46.59500度 西経84.35083度  |                 |
| CICA-TV-63 | サバントレイク                       | 10（VHF）  | 0.005 kW  | NA      | 北緯50度15分30秒 西経90度42分1秒 / 北緯50.25833度 西経90.70028度  |                 |
| CICO-TV-60 | サバール                             | 19（UHF）  | 0.04 kW   | NA      | 北緯47度50分48秒 西経80度4分59秒 / 北緯47.84667度 西経80.08306度  |                 |
| CICE-TV-6  | スコーブル                           | 35（UHF）  | NA        | NA      | NA                                                                |                 |
| CICO-TV-8  | サーチモント                         | 22（UHF）  | 0.02 kW   | NA      | 北緯46度46分39秒 西経84度3分2秒 / 北緯46.77750度 西経84.05056度   |                 |
| CICO-TV-87 | セーヌリバー                         | 19（UHF）  | 0.02 kW   | NA      | 北緯48度43分13秒 西経92度25分37秒 / 北緯48.72028度 西経92.42694度 |                 |
| CICO-TV-61 | サーペントリバー                     | 51（UHF）  | 0.02 kW   | NA      | NA                                                                |                 |
| CICE-TV-7  | シェイクスピアタウンシップ           | 14（UHF）  | 0.02 kW   | NA      | 北緯46度17分31秒 西経81度52分40秒 / 北緯46.29194度 西経81.87778度 |                 |
| CICO-TV-48 | シバンドワン                         | 17（UHF）  | 0.02 kW   | NA      | 北緯48度37分29秒 西経90度4分2秒 / 北緯48.62472度 西経90.06722度   |                 |
| CICO-TV-27 | ショールレイク                       | 19（UHF）  | 0.02 kW   | NA      | 北緯49度37分37秒 西経95度5分53秒 / 北緯49.62694度 西経95.09806度  |                 |
| CICO-TV-10 | シルバーウォーター                   | 20（UHF）  | 0.02 kW   | NA      | 北緯45度51分30秒 西経82度51分16秒 / 北緯45.85833度 西経82.85444度 |                 |
| CICA-TV-85 | スールックアウト                     | 2（VHF）   | 0.01 kW   | NA      | 北緯50度6分17秒 西経91度55分10秒 / 北緯50.10472度 西経91.91944度  |                 |
| CICA-TV-78 | スーナローズ                         | 10（VHF）  | 0.01 kW   | NA      | 北緯49度24分25秒 西経94度5分36秒 / 北緯49.40694度 西経94.09333度  |                 |
| CICE-TV-14 | スレートフォールズ                   | 15（UHF）  | 0.02 kW   | NA      | 北緯51度9分42秒 西経91度35分2秒 / 北緯51.16167度 西経91.58389度   |                 |
| CICE-TV-8  | サウスギリーズ                       | 33（UHF）  | 0.02 kW   | NA      | 北緯48度14分24秒 西経89度41分57秒 / 北緯48.24000度 西経89.69917度 |                 |
| CICO-TV-62 | スプラグ                             | 31（UHF）  | 0.02 kW   | NA      | NA                                                                |                 |
| CICA-TV-23 | スプリングベイ                       | 46（UHF）  | 0.02 kW   | NA      | 北緯45度43分56秒 西経82度19分14秒 / 北緯45.73222度 西経82.32056度 |                 |
| CICA-TV-73 | ストラットン                         | 19（UHF）  | 0.02 kW   | NA      | 北緯48度40分56秒 西経94度9分50秒 / 北緯48.68222度 西経94.16389度  |                 |
| CICO-TV-19 | サドバリー                           | 19（UHF）  | 285 kW    | 171.9 m | 北緯46度25分29秒 西経81度0分53秒 / 北緯46.42472度 西経81.01472度  |                 |
| CICA-TV-45 | スルタン                             | 11（VHF）  | 0.01 kW   | NA      | 北緯47度35分37秒 西経82度45分30秒 / 北緯47.59361度 西経82.75833度 |                 |
| CICO-TV-81 | サマービーバー                       | 12（VHF）  | 0.005 kW  | NA      | 北緯52度45分1秒 西経88度30分48秒 / 北緯52.75028度 西経88.51333度  |                 |
| CICO-TV-11 | テクマ                               | 49（UHF）  | 0.02 kW   | NA      | 北緯45度39分28秒 西経81度59分54秒 / 北緯45.65778度 西経81.99833度 |                 |
| CICO-TV-12 | テマガミノース                       | 23（UHF）  | 0.02 kW   | NA      | 北緯47度6分52秒 西経79度47分18秒 / 北緯47.11444度 西経79.78833度  |                 |
| CICA-TV-19 | テマガミ                             | 36（UHF）  | 0.02 kW   | NA      | 北緯47度3分51秒 西経79度47分47秒 / 北緯47.06417度 西経79.79639度  |                 |
| CICO-TV-31 | ティミスカミングショアーズ           | 42（UHF）  | 0.02 kW   | NA      | 北緯47度32分24秒 西経79度40分19秒 / 北緯47.54000度 西経79.67194度 |                 |
| CICA-TV-46 | テッサロン                           | 27（UHF）  | 0.02 kW   | NA      | 北緯46度15分30秒 西経83度33分23秒 / 北緯46.25833度 西経83.55639度 |                 |
| CICO-TV-13 | ソーンロー                           | 40（UHF）  | 0.02 kW   | NA      | 北緯47度39分54秒 西経79度45分39秒 / 北緯47.66500度 西経79.76083度 |                 |
| CICA-TV-7  | ティミンズ                           | 7（VHF）   | 141.3 kW  | 197.7 m | 北緯48度28分12秒 西経81度17分49秒 / 北緯48.47000度 西経81.29694度 |                 |
| CICO-TV-95 | トバモリー                           | 49（UHF）  | 0.05 kW   | NA      | 北緯45度15分10秒 西経81度39分46秒 / 北緯45.25278度 西経81.66278度 |                 |
| CICO-TV-42 | ウプサラ                             | 11（VHF）  | 0.01 kW   | NA      | 北緯49度3分8秒 西経90度29分26秒 / 北緯49.05222度 西経90.49056度   |                 |
| CICO-TV-14 | ヴァルコート                         | 21（UHF）  | 0.02 kW   | NA      | 北緯49度38分37秒 西経83度24分4秒 / 北緯49.64361度 西経83.40111度  |                 |
| CICA-TV-97 | ヴァルリタ                           | 25（UHF）  | 0.02 kW   | NA      | 北緯49度26分47秒 西経82度32分19秒 / 北緯49.44639度 西経82.53861度 |                 |
| CICA-TV-87 | バーミリオンベイ                     | 7（VHF）   | 0.01 kW   | NA      | 北緯49度51分24秒 西経93度23分9秒 / 北緯49.85667度 西経93.38583度  |                 |
| CICA-TV-98 | バージニアタウン                     | 36（UHF）  | 0.02 kW   | NA      | 北緯48度7分55秒 西経79度35分7秒 / 北緯48.13194度 西経79.58528度   |                 |
| CICE-TV-9  | ワビグーンレイク                     | 21（UHF）  | 0.02 kW   | NA      | 北緯49度37分9秒 西経92度28分37秒 / 北緯49.61917度 西経92.47694度  |                 |
| CICO-TV-29 | ワビグーン                           | 18（UHF）  | 0.02 kW   | NA      | 北緯49度43分44秒 西経92度36分41秒 / 北緯49.72889度 西経92.61139度 |                 |
| CICO-TV-44 | ウォルフォード                       | 32（UHF）  | 0.02 kW   | NA      | 北緯46度12分17秒 西経82度15分26秒 / 北緯46.20472度 西経82.25722度 |                 |
| CICO-TV-88 | ウォーレン                           | 21（UHF）  | 0.02 kW   | NA      | 北緯46度26分36秒 西経80度18分23秒 / 北緯46.44333度 西経80.30639度 |                 |
| CICO-TV-45 | ワッテン                             | 23（UHF）  | 0.02 kW   | NA      | 北緯48度41分32秒 西経93度13分45秒 / 北緯48.69222度 西経93.22917度 |                 |
| CICA-TV-99 | ウィーガモウレイク                   | 9（VHF）   | 0.005 kW  | NA      | 北緯52度56分52秒 西経91度20分57秒 / 北緯52.94778度 西経91.34917度 |                 |
| CICA-TV-28 | ウェッキー                           | 9（VHF）   | 0.005 kW  | NA      | 北緯52度59分8秒 西経87度21分23秒 / 北緯52.98556度 西経87.35639度  |                 |
| CICO-TV-15 | ウェストベイ                         | 29（UHF）  | 0.02 kW   | NA      | 北緯45度49分57秒 西経82度9分43秒 / 北緯45.83250度 西経82.16194度  |                 |
| CICO-TV-16 | ワーンクリフ                         | 28（UHF）  | 0.02 kW   | NA      | 北緯46度25分15秒 西経83度24分7秒 / 北緯46.42083度 西経83.40194度  |                 |
| CICA-TV-42 | ホワイトフィッシュベイ               | 19（UHF）  | 0.02 kW   | NA      | 北緯49度24分19秒 西経93度57分31秒 / 北緯49.40528度 西経93.95861度 |                 |
| CICA-TV-55 | ホワイトフィッシュフォールズ         | 27（UHF）  | 0.02 kW   | NA      | 北緯46度7分0秒 西経81度44分19秒 / 北緯46.11667度 西経81.73861度   |                 |
| CICO-TV-89 | ホイットニー                         | 21（UHF）  | 0.02 kW   | NA      | 北緯45度29分41秒 西経78度13分47秒 / 北緯45.49472度 西経78.22972度 |                 |
| CICO-TV-63 | ウィクウェミコン                     | 53（UHF）  | 0.02 kW   | NA      | 北緯45度47分53秒 西経81度43分36秒 / 北緯45.79806度 西経81.72667度 |                 |
| CICO-TV-94 | ワイルドグース                       | 20（UHF）  | 0.02 kW   | NA      | 北緯48度29分50秒 西経89度3分29秒 / 北緯48.49722度 西経89.05806度  |                 |
| CICA-TV-29 | ウナムミンレイク                     | 9（VHF）   | 0.005 kW  | NA      | 北緯52度56分13秒 西経89度17分41秒 / 北緯52.93694度 西経89.29472度 |                 |

### 搬送紛争
2012年6月6日、オンタリオ州外の加入者に信号を配信する際の補償をめぐる搬送紛争のため、オンタリオ州外のケーブル及び衛星プロバイダーからの信号を停止した。TVOはビデオトロンと合意に達し、その後ショー・コミュニケーションズ及びテラスと交渉に入ったが、ベル・カナダとは合意に達しなかった。TVOは、「...我々は、本拠地以外の地域でのサービスの販売から収益を得る責任があると信じている。TVOは、正当な補償を条件に、ケーブル及び衛星配給業者が州外に我々の信号を伝送することに同意するつもりである。ケーブルまたは衛星配給業者は、サービスの一部としてTVOを提供することで加入者収入を得ているため、補償を受けるのは当然であると考えている。残念ながら、オンタリオ州外への信号伝送に対するTVOへの補償についてベルと合意に達することができず、オンタリオ州外への信号提供を中止する決定が下された」と述べた。その結果、オンタリオ州外でTVOを視聴できるケーブル及び衛星の顧客は、オタワ - ガティノー市場のケベック州側のみになる。
この紛争または搬送制限が、TVOを伝送するアメリカのいくつかのケーブルシステムにも適用されるかどうかは不明である。